# Hemisphaeroides lineatus
Hemisphaeroides lineatus är en insektsart som beskrevs av Melichar 1903. Hemisphaeroides lineatus ingår i släktet Hemisphaeroides och familjen sköldstritar. Inga underarter finns listade i Catalogue of Life.